# Данилевский, Константин Яковлевич
Константи́н Я́ковлевич Даниле́вский (1857, Харьков, Российская империя — не позднее 1914) — российский врач и изобретатель, один из пионеров воздухоплавания.

## Биография
Родился в Харькове в семье крещёных евреев — часовщика Якова Петровича и его жены Елены Степановны Данилевских. Отец Яков Петрович, часовых дел мастер, являлся изобретателем-самоучкой. В семье было четыре сына и три дочери. Двое братьев Константина Яковлевича стали известными учёными: Александр (1838—1923), один из основоположников русской биохимии и начальник Императорской Военно-медицинской академии в 1906—1910 годах, а также Василий (1852—1939), академик АН УССР и основатель Органотерапевтического института.
После окончания 2-й Харьковской гимназии Константин поступил на медицинский факультет Императорского Харьковского университета, окончив последний с отличием в 1879 году. В период студенчества принял участие в Русско-турецкой войне 1877—1878 годов в составе Красного Креста. По окончании университета в течение трёх месяцев заведовал в Харькове дифтерийной больницей, затем 2 года трудился ассистентом доктора В. А. Франковского. Следующие 6 лет ассистировал доктору С. В. Иванову на Кавказских Минеральных Водах.
В 1880—1884 годах состоял ассистентом при кафедре общей патологии медицинского факультета Харьковского университета, выполнял специальные работы под руководством профессора И. Н. Оболенского. Затем вплоть до 1888 года числился стипендиатом при университете для приготовления к профессорскому званию. В 1889 году защитил диссертацию и получил учёную степень доктора медицины. С 1890 года, после специального обучения в Германии, состоял в университете преподавателем электротерапии в учёном звании приват-доцента.
Скончался незадолго до начала Первой мировой войны, точная дата неизвестна.

## Изобретения
Патентная заявка на первый летательный аппарат под названием «Ковёр-самолёт» была подана Данилевским 4 (16) января 1894 года, патент получен 19 (31) марта 1897 года. Однако неизвестно, был ли он на самом деле построен (единственным источником выступает дневник изобретателя), потому что к моменту получения патента у автора возникла идея новой конструкции.

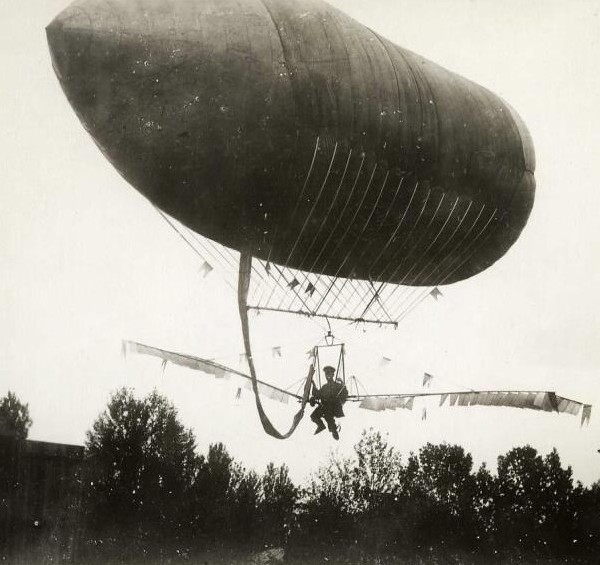
Аэростат-микст «Пильстрем» в полёте, 1898 год.

Патентная заявка на следующий тип аппарата, «летательный снаряд», была подана 20 августа (1 сентября) 1897 года, патент получен 29 июля (11 августа) 1900 года. Данный аппарат был произведён в 1897 году в Париже в мастерской известного производителя аэростатов Лашамбра, на средства выходца из Швеции А. А. Пильстрема, владевшего в Харькове литейным заводом. Воздушное судно, получившее название «Эмбрион», представляло собой гибрид аэростата, мускулолёта и орнитоптера. Удержание изделия в воздухе обеспечивалось наполненным водородом аэростатным баллоном объёмом около 170 куб. м, вертикальное и горизонтальное маневрирование осуществлялись пилотом, который крутил велосипедные педали, передавая движение крыльям размахом около трёх метров. 8 (20) октября 1897 года испытатель 19-летний Пётр Косяков совершил более двух десятков подъёмов на высоту до 80 метров. Таким образом, полёт совпал по времени с испытаниями «Авиона III» К. Адера (14 октября). В следующем году испытания продолжились, в них участвовали аэростаты-миксы «Пильстрем» и «Оричка», выпущенные также на заводе Лешамбра. В августе 1898 года Данилевский сделал доклад о своих опытах испытаниях на X Съезде русских естествоиспытателей и врачей, проходившем в Киеве.
В том же году изобретатель обращался в Военное министерство с  целью получения государственного финансирования. Однако его изделие получило отрицательные заключения электротехнического комитета Главного инженерного управления и VII отдела Русского технического общества, которые посчитали более перспективным проект «Общества управляемых аэростатов в Париже». По предложению главного начальника инженеров генерал-лейтенанта А. П. Вернандера, зав. электротехнической частью генерал-майора Л. М. Иванова и начальника воздухоплавательного отдела генерал-майор А. М. Миклашевского в финансировании было отказано.
В 1899 году начались испытания с аппаратом новой, усовершенствованной конструкции. Аэростатный баллон был выполнен как вертикальный. Часто ломавшиеся крылья заменены лопастным винтом, похожим на гребное колесо. Помимо этого, в конструкции добавилось оперение. Лётчик крутил педали, приводившие в движение колесо, благодаря чему аппарат поднимался в воздух, как винтокрыл. Набрав необходимую высоту, пилот менял угол оперения, после чего аппарат мог планировать. Испытания были перенесены в село Рогань. 7 (19) октября 1899 года произошла нештатная ситуация, когда на высоте 350 м аппарат потерял управляемость: соскочила цепь, которая вела от педалей к колесу, а клапана для сброса газа аэростат не имел. Стабилизировать управление удалось только на высоте около 1.500 вёрст, воздушное судно приземлилось в 7 км от места старта. В то же время, ни один из приблизительно 200 полётов аппаратов Данилевского не завершился несчастным случаем.
В 1900 и последующих годах испытания не проводились из-за смерти А. А. Пильстрема, а новых источников финансирования изобретатель не нашёл. Тогда же вышла книга Данилевского «Управляемый летательный снаряд», в которой он подвёл итог своим опытам с воздухоплаванием. Книга удостоилась отрицательного отзыва со стороны К. Э. Циолковского.

### Список произведений
- Управляемый летательный снаряд. — Харьков: Паровая тип. И. М. Варшавчика, 1900. — II, 78 с.
  - Ein Lenkbarer Flug-Apparat (нем.). — Charkow, 1900. — 82 S.